# Stalden
Stalden (walsertyska: Schtaalu) är en ort och kommun i distriktet Visp i kantonen Valais, Schweiz. Kommunen har 1 112 invånare (2023).
Vid Stalden flyter vattendragen Mattervispa och Saaservispa ihop till floden Vispa.